# Puchar Świata w Kolarstwie Górskim 2000
Puchar Świata w kolarstwie górskim w sezonie 2000 to 10. edycja tej imprezy. Organizowany przez UCI, obejmował zawody dla kobiet i mężczyzn w cross-country, downhillu oraz dual-slalomie. Pierwsze zawody odbyły się 25 marca w amerykańskim Napa Valley, a ostatnie 3 września 2000 roku w szwajcarskiej Lozannie.
Pucharu Świata w cross-country bronili: Kanadyjka Alison Sydor wśród kobiet oraz Australijczyk Cadel Evans wśród mężczyzn, w downhillu: Francuzka Anne-Caroline Chausson wśród kobiet oraz jej rodak Nicolas Vouilloz wśród mężczyzn, a w dual-slalomie: Australijka Katrina Miller wśród kobiet oraz Amerykanin Eric Carter wśród mężczyzn. W tym sezonie w cross-country triumfowali: Szwajcarka Barbara Blatter wśród kobiet oraz Francuz Miguel Martinez wśród mężczyzn, w downhillu najlepsi byli ponownie Chausson i Vouilloz, a w dual-slalomie zwyciężyli: Francuzka Chausson wśród kobiet oraz Amerykanin Brian Lopes wśród mężczyzn.

## Wyniki

### Cross-country
| Data                 | Miejsce          | Podium (mężczyźni)   | Podium (kobiety)       |
|                      |                  |                      |                        |
| 26 marca 2000        | Napa Valley      | Bas van Dooren       | Mary Grigson           |
| 26 marca 2000        | Napa Valley      | Miguel Martinez      | Alison Dunlap          |
| 26 marca 2000        | Napa Valley      | Marcel Heller        | Alison Sydor           |
|                      |                  |                      |                        |
| 2 kwietnia 2000      | Mazatlán         | Martino Fruet        | Alison Sydor           |
| 2 kwietnia 2000      | Mazatlán         | Rune Høydahl         | Alison Dunlap          |
| 2 kwietnia 2000      | Mazatlán         | Lado Fumic           | Laurence Leboucher     |
|                      |                  |                      |                        |
| 30 kwietnia 2000     | Houffalize       | Filip Meirhaeghe     | Margarita Fullana      |
| 30 kwietnia 2000     | Houffalize       | Christophe Dupouey   | Corine Dorland         |
| 30 kwietnia 2000     | Houffalize       | José Antonio Hermida | Mary Grigson           |
|                      |                  |                      |                        |
| 7 maja 2000          | St. Wendel       | Christophe Dupouey   | Barbara Blatter        |
| 7 maja 2000          | St. Wendel       | Bas van Dooren       | Alison Dunlap          |
| 7 maja 2000          | St. Wendel       | Miguel Martinez      | Margarita Fullana      |
|                      |                  |                      |                        |
| 14 maja 2000         | Sarntal          | Miguel Martinez      | Margarita Fullana      |
| 14 maja 2000         | Sarntal          | Marco Bui            | Barbara Blatter        |
| 14 maja 2000         | Sarntal          | Christophe Dupouey   | Alison Sydor           |
|                      |                  |                      |                        |
| 2 lipca 2000         | Mont-Sainte-Anne | Cadel Evans          | Barbara Blatter        |
| 2 lipca 2000         | Mont-Sainte-Anne | Christoph Sauser     | Chrissy Redden         |
| 2 lipca 2000         | Mont-Sainte-Anne | Christophe Dupouey   | Regina Marunde         |
|                      |                  |                      |                        |
| 9 lipca 2000         | Canmore          | Cadel Evans          | Barbara Blatter        |
| 9 lipca 2000         | Canmore          | Bas van Dooren       | Alison Sydor           |
| 9 lipca 2000         | Canmore          | Roland Green         | Ałła Jepifanowa        |
|                      |                  |                      |                        |
| 3 września 2000      | Lozanna          | Filip Meirhaeghe     | Margarita Fullana      |
| 3 września 2000      | Lozanna          | Thomas Frischknecht  | Elsbeth van Rooij-Vink |
| 3 września 2000      | Lozanna          | Roel Paulissen       | Hedda zu Putlitz       |
|                      |                  |                      |                        |
|                      |                  | Podium (mężczyźni)   | Podium (kobiety)       |
| Klasyfikacja końcowa | Puchar Świata XC | Miguel Martinez      | Barbara Blatter        |
| Klasyfikacja końcowa | Puchar Świata XC | Bas van Dooren       | Alison Dunlap          |
| Klasyfikacja końcowa | Puchar Świata XC | Christophe Dupouey   | Alison Sydor           |

### Downhill
| Data                 | Miejsce           | Podium (mężczyźni) | Podium (kobiety)       |
|                      |                   |                    |                        |
| 21 maja 2000         | Les Gets          | David Vazquez      | Anne-Caroline Chausson |
| 21 maja 2000         | Les Gets          | Nicolas Vouilloz   | Sabrina Jonnier        |
| 21 maja 2000         | Les Gets          | Mickaël Pascal     | Missy Giove            |
|                      |                   |                    |                        |
| 28 maja 2000         | Cortina d’Ampezzo | Nicolas Vouilloz   | Anne-Caroline Chausson |
| 28 maja 2000         | Cortina d’Ampezzo | Bas de Bever       | Missy Giove            |
| 28 maja 2000         | Cortina d’Ampezzo | Eric Carter        | Leigh Donovan          |
|                      |                   |                    |                        |
| 3 czerwca 2000       | Maribor           | Nicolas Vouilloz   | Leigh Donovan          |
| 3 czerwca 2000       | Maribor           | Mickaël Pascal     | Anne-Caroline Chausson |
| 3 czerwca 2000       | Maribor           | Steve Peat         | Missy Giove            |
|                      |                   |                    |                        |
| 1 lipca 2000         | Mont-Sainte-Anne  | Fabien Barel       | Missy Giove            |
| 1 lipca 2000         | Mont-Sainte-Anne  | Nicolas Vouilloz   | Anne-Caroline Chausson |
| 1 lipca 2000         | Mont-Sainte-Anne  | Steve Peat         | Katja Repo             |
|                      |                   |                    |                        |
| 16 lipca 2000        | Vail              | Steve Peat         | Anne-Caroline Chausson |
| 16 lipca 2000        | Vail              | Nicolas Vouilloz   | Missy Giove            |
| 16 lipca 2000        | Vail              | Nathan Rennie      | Katja Repo             |
|                      |                   |                    |                        |
| 23 lipca 2000        | Arai              | Nicolas Vouilloz   | Anne-Caroline Chausson |
| 23 lipca 2000        | Arai              | Steve Peat         | Missy Giove            |
| 23 lipca 2000        | Arai              | Gerwin Peters      | Marla Streb            |
|                      |                   |                    |                        |
| 13 sierpnia 2000     | Kaprun            | Nicolas Vouilloz   | Anne-Caroline Chausson |
| 13 sierpnia 2000     | Kaprun            | Steve Peat         | Missy Giove            |
| 13 sierpnia 2000     | Kaprun            | David Vazquez      | Leigh Donovan          |
|                      |                   |                    |                        |
| 27 sierpnia 2000     | Leysin            | Cédric Gracia      | Anne-Caroline Chausson |
| 27 sierpnia 2000     | Leysin            | Nicolas Vouilloz   | Leigh Donovan          |
| 27 sierpnia 2000     | Leysin            | Mickaël Pascal     | Céline Gros            |
|                      |                   |                    |                        |
|                      |                   | Podium (mężczyźni) | Podium (kobiety)       |
| Klasyfikacja końcowa | Puchar Świata DH  | Nicolas Vouilloz   | Anne-Caroline Chausson |
| Klasyfikacja końcowa | Puchar Świata DH  | Steve Peat         | Missy Giove            |
| Klasyfikacja końcowa | Puchar Świata DH  | David Vazquez      | Leigh Donovan          |

### Dual-slalom
| Data                 | Miejsce           | Podium (mężczyźni) | Podium (kobiety)       |
|                      |                   |                    |                        |
| 21 maja 2000         | Les Gets          | Brian Lopes        | Sabrina Jonnier        |
| 21 maja 2000         | Les Gets          | Cédric Gracia      | Sarah Stieger          |
| 21 maja 2000         | Les Gets          | Mickaël Deldycke   | Malin Lindgren         |
|                      |                   |                    |                        |
| 27 maja 2000         | Cortina d’Ampezzo | Brian Lopes        | Anne-Caroline Chausson |
| 27 maja 2000         | Cortina d’Ampezzo | Scott Beaumont     | Leigh Donovan          |
| 27 maja 2000         | Cortina d’Ampezzo | Cédric Gracia      | Sabrina Jonnier        |
|                      |                   |                    |                        |
| 2 czerwca 2000       | Maribor           | Brian Lopes        | Anne-Caroline Chausson |
| 2 czerwca 2000       | Maribor           | Wade Bootes        | Leigh Donovan          |
| 2 czerwca 2000       | Maribor           | Eric Carter        | Sabrina Jonnier        |
|                      |                   |                    |                        |
| 30 czerwca 2000      | Mont-Sainte-Anne  | Cédric Gracia      | Anne-Caroline Chausson |
| 30 czerwca 2000      | Mont-Sainte-Anne  | Scott Beaumont     | Tara Llanes            |
| 30 czerwca 2000      | Mont-Sainte-Anne  | Steve Peat         | Katrina Miller         |
|                      |                   |                    |                        |
| 15 lipca 2000        | Vail              | Brian Lopes        | Anne-Caroline Chausson |
| 15 lipca 2000        | Vail              | Mickaël Deldycke   | Tara Llanes            |
| 15 lipca 2000        | Vail              | Eric Carter        | Katrina Miller         |
|                      |                   |                    |                        |
| 22 lipca 2000        | Arai              | Brian Lopes        | Anne-Caroline Chausson |
| 22 lipca 2000        | Arai              | Wade Bootes        | Leigh Donovan          |
| 22 lipca 2000        | Arai              | Mike King          | Katrina Miller         |
|                      |                   |                    |                        |
| 12 sierpnia 2000     | Kaprun            | Brian Lopes        | Anne-Caroline Chausson |
| 12 sierpnia 2000     | Kaprun            | Cédric Gracia      | Tara Llanes            |
| 12 sierpnia 2000     | Kaprun            | Wade Bootes        | Sarah Stieger          |
|                      |                   |                    |                        |
| 26 sierpnia 2000     | Leysin            | Brian Lopes        | Anne-Caroline Chausson |
| 26 sierpnia 2000     | Leysin            | Mickaël Deldycke   | Tara Llanes            |
| 26 sierpnia 2000     | Leysin            | Cédric Gracia      | Sari Jorgensen         |
|                      |                   |                    |                        |
|                      |                   | Podium (mężczyźni) | Podium (kobiety)       |
| Klasyfikacja końcowa | Puchar Świata DS  | Brian Lopes        | Anne-Caroline Chausson |
| Klasyfikacja końcowa | Puchar Świata DS  | Cédric Gracia      | Tara Llanes            |
| Klasyfikacja końcowa | Puchar Świata DS  | Wade Bootes        | Leigh Donovan          |

## Klasyfikacje

### Mężczyźni
| Lp. | Zawodnik            | Punkty |
| --- | ------------------- | ------ |
| 1.  | Miguel Martinez     | 1103   |
| 2.  | Bas van Dooren      | 993    |
| 3.  | Christophe Dupouey  | 970    |
| 4.  | Thomas Frischknecht | 808    |
| 5.  | Christoph Sauser    | 743    |
| 6.  | Filip Meirhaeghe    | 695    |
| 7.  | Cadel Evans         | 687    |
| 8.  | Lado Fumic          | 649    |
| 9.  | Bart Brentjens      | 615    |
| 10. | Roland Green        | 593    |

| Lp. | Zawodnik         | Punkty |
| --- | ---------------- | ------ |
| 1.  | Nicolas Vouilloz | 1800   |
| 2.  | Steve Peat       | 1330   |
| 3.  | David Vazquez    | 1139   |
| 4.  | Cédric Gracia    | 806    |
| 5.  | Mickaël Pascal   | 788    |
| 6.  | Fabien Barel     | 765    |
| 7.  | Bas de Bever     | 732    |
| 8.  | Gerwin Peters    | 730    |
| 9.  | Greg Minnaar     | 624    |
| 10. | Óscar Saiz       | 567    |

| Lp. | Zawodnik         | Punkty |
| --- | ---------------- | ------ |
| 1.  | Brian Lopes      | 365    |
| 2.  | Cédric Gracia    | 211    |
| 3.  | Wade Bootes      | 162    |
| 4.  | Mickaël Deldycke | 142    |
| 5.  | Scott Beaumont   | 125    |
| 6.  | Eric Carter      | 118    |
| 7.  | Steve Peat       | 93     |
| 8.  | Mike King        | 81     |
| 9.  | Karim Amour      | 62     |
| 10. | Guido Tschugg    | 45     |

### Kobiety
| Lp. | Zawodnik          | Punkty |
| --- | ----------------- | ------ |
| 1.  | Barbara Blatter   | 1265   |
| 2.  | Alison Dunlap     | 1180   |
| 3.  | Alison Sydor      | 1012   |
| 4.  | Margarita Fullana | 920    |
| 5.  | Mary Grigson      | 830    |
| 6.  | Chrissy Redden    | 689    |
| 7.  | Corine Dorland    | 657    |
| 8.  | Ałła Jepifanowa   | 579    |
| 9.  | Chantal Daucourt  | 558    |
| 10. | Regina Marunde    | 557    |

| Lp. | Zawodnik               | Punkty |
| --- | ---------------------- | ------ |
| 1.  | Anne-Caroline Chausson | 1900   |
| 2.  | Missy Giove            | 1540   |
| 3.  | Leigh Donovan          | 1020   |
| 4.  | Sabrina Jonnier        | 971    |
| 5.  | Katja Repo             | 964    |
| 6.  | Marla Streb            | 707    |
| 7.  | Helen Mortimer         | 699    |
| 8.  | Sari Jorgensen         | 631    |
| 9.  | Marielle Saner         | 617    |
| 10. | Nolvenn Le Caër        | 612    |

| Lp. | Zawodnik               | Punkty |
| --- | ---------------------- | ------ |
| 1.  | Anne-Caroline Chausson | 500    |
| 2.  | Tara Llanes            | 380    |
| 3.  | Leigh Donovan          | 300    |
| 4.  | Sabrina Jonnier        | 280    |
| 5.  | Sari Jorgensen         | 280    |
| 6.  | Katrina Miller         | 249    |
| 7.  | Sarah Stieger          | 166    |
| 8.  | Cheri Elliott          | 143    |
| 9.  | Malin Lindgren         | 136    |
| 10. | Lisa Sher              | 120    |